# 고용감소 성장
고용감소 성장(雇用減少 成長, 영어: job-loss growth)은 단순히 고용없는 성장을 넘어 경제는 성장함에도 불구하고도 고용은 오히려 지속적으로 감소하는 현상을 일컫는다. 

## 같이 보기
- 신자유주의
- 기본소득(국민배당제도)
- 인공지능(AI)
- 수퍼인텔리전스(en:Superintelligence, 초지능) & 기술적 특이점